# موریس گودولیه

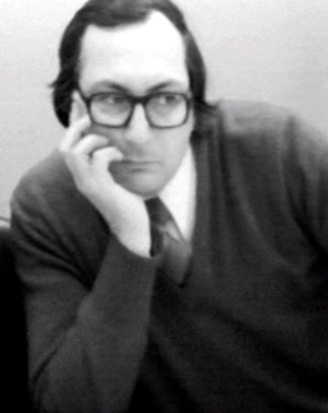
موریس گودولیه- ۱۹۷۷

موریس گودولیه، (به فرانسوی: Maurice Godelier) انسان‌شناس نامدار فرانسوی است. گودولیه یک اقیانوسیه‌شناس و از جمله انسان‌شناسانی است که در کنار کلود مایاسو و ژان کوپنس، دنباله‌رو سنت مارکسیسم در انسان‌شناسی فرانسه و به شدت تحت تأثیر اندیشه‌های ژرژ بلاندیه بوده‌است. متن کوتاه زیر از کتاب «از مردم نگاری تا انسان‌شناسی تفسیری» (۲۰۰۲) و مقاله‌ای با عنوان «شکستن آینه خودی» در این کتاب به قلم موریس گودولیه انتخاب و ترجمه شده‌است. در این متن گودولیه به بحث دربارهٔ موقعیتی بحرانی می‌پردازد که عموماً تحت تأثیر گفتمان پسامدرن در انسان‌شناسی به وجود آمده‌است و گاه به نظر می‌رسد که می‌تواند سبب تخریب کامل رویکرد انسان شناختی به مثابه یک رویکرد شناختی شود.

## نظریات
گودولیه در آخرین آثار خود با به چالش کشیدن نظریه کلود لوی استروس دربارهٔ منشأ جوامع انسانی بر اساس گسترش دایره همسر گزینی مبتنی بر ممنوعیت ازدواج با محارم، با اتکا بر بیش از نیم قرن مطالعات میدانی خویش در منطقه اقیانوس آرام، نتیجه گرفته‌است که عامل شکل‌گیری «جامعه» یا گرد هم آمدن تقریباً تمام این جوامع (و او این فرضیه را قابل مطالعه برای تعمیم به کل انسانیت می‌داند) ظاهر شدن نخست پنداره (ایده) قدرت در شکل مذکر و در ساختار هژمونیک آن بوده‌است.